# Black on White
| Recensione | Giudizio |
| ---------- | -------- |
| AllMusic   |          |

Black on White è il primo album discografico dei Freedom, gruppo musicale rock psichedelico britannico.
Uscito nel 1968, oltre a rappresentare il debutto in studio della band, l'album fa da colonna sonora al film di Tinto Brass, Nerosubianco. Durante il lungometraggio i Freedom appaiono durante le "visioni" della protagonista Barbara.

## Tracce
1. To Be Free
2. The Better Side
3. Attraction – Black on White
4. The Butt of Deception
5. The Truth Is Plain to See
6. Child Hood Reflections
7. Seeing Is Believing
8. You Won't Miss
9. Born Again
10. Decidedly Man
11. Relation
12. We Say No
13. The Game Is Over
14. The Better Side
15. The Butt of Deception
16. Born Again

## Formazione
- Bobby Harrison - batteria e percussioni
- Mike Lease - organo elettrico e piano
- Ray Royer - chitarre
- Steve Shirley - basso elettrico e voce